# E.N.I.
E.N.I. är en popgrupp från Rijeka i Kroatien. Popgruppen bildades år 1996 av Elena Tomeček, Nikolina Tomljanović, Iva Močibob och Ivona Maričić.
Alla medlemmarna i E.N.I. var från början medlemmar i körgruppen Putokazi från Rijeka. Namnet E.N.I. är initialerna från bandmedlemmarnas förnamn. Gruppen deltog i den kroatiska uttagningen till Eurovision Song Contest (ESC) år 1997, där de vann med bidraget Probudi me. I ESC kom de på artonde plats. Kort efter deltagandet i tävlingen gav gruppen ut sitt debutalbum och uppträdde bland annat på Zadarfest, Splitfestivalen och Arenafest. Gruppen har även samarbetat flitigt med andra musiker och band, inte minst från hemstaden Rijeka. Gruppens andra studioalbum släpptes år 1998. Efter några års uppehåll kom det tredje studioalbumet år 2003. Albumet Oči su ti ocean från år 2007 blev en stor framgång med hitsen Oči su ti ocean och Traži se dečko.
I valrörelsen inför det kroatiska parlamentsvalet år 2000 visade E.N.I. aktivt stöd för Kroatiens socialdemokratiska parti. Gruppen deltog också i Zagreb Pride år 2004.

## Diskografi
- Probudi me (1997)
- Saten (1998)
- Da Capo (2003)
- Oči su ti ocean (2007)
- Best of E.N.I. (2008)
- Crna kutija (2011)
- Ouija (2012), feat. Vava